# Sirarpie Der Nersessian
Sirarpie Der Nersessian, née le 5 septembre 1896 à Constantinople et morte le 5 juillet 1989 à Paris, est une historienne de l'art française d'origine arménienne, spécialiste de l'art arménien médiéval.
Der Nersessian est une célèbre universitaire, et une pionnière dans l'étude de l'histoire de l'art arménien. Elle enseigne dans plusieurs institutions des États-Unis, notamment le Wellesley College et l'université Harvard,, où l'on crée pour elle une chaire Henri Focillon Professor of Art and Archeology en 1953.
Elle est senior fellow à Dumbarton Oaks, dont elle est directrice adjointe de 1954 à 1962. Elle est également membre de plusieurs institutions internationales telles que la British Academy (1975), l'Académie des inscriptions et belles-lettres (1978) et de l'Académie arménienne des sciences (1966).

## Biographie
Der Nersessian est issue d'une famille aisée. Son oncle est le Patriarche arménien de Constantinople, Malachia Ormanian. Sa mère Akabi meurt alors qu'elle n'a que neuf ans, son père Mihran quand elle en a dix-huit ans. Diplômée de l'école anglaise de Constantinople, parlent aisément l'arménien, l'anglais et le français, elle doit quitter le pays en 1915, avec sa sœur, pendant le génocide arménien. Elles s'installent à Genève, puis à Paris en 1919. Elle obtient en 1925 la nationalité française qu'elle conserve toute sa vie.
Der Nersessian est admise à la Sorbonne, à l'École pratique des hautes études. Elle travaille sous la direction des byzantinologues Charles Diehl et Gabriel Millet, et de l'historien de l'art Henri Focillon. En 1922, elle devient l'adjointe de Millet, avec lequel elle publie ses premiers articles. Les deux thèses qu'elle présente pour son doctorat sont récompensées par l'Académie des inscriptions et belles-lettres et la Revue des études grecques quand elles sont publiés en 1937.
En 1930, Der Nersessian part aux États-Unis, sur le conseil de ses mentors, et devient professeur au Wellesley College dans le Massachusetts. Elle est la première femme invitée à donner une conférence au Collège de France à Paris, la seule de son temps à obtenir une chaire de professeur à Dumbarton Oaks. En 1947, elle reçoit le Prix d'excellence de l'American Association of University Women (« Association américaine des femmes diplômées des universités »).
Der Nersessian travaille à Dumbarton Oaks jusqu'en 1978, quand elle prend sa retraite et rentre à Paris, où elle vit avec sa sœur. Elle fait déménager sa bibliothèque au Matenadaran à Erevan, afin d'aider les chercheurs arméniens dans leurs études.